# Велике Болото (заказник)
Вели́ке Боло́то — гідрологічний заказник місцевого значення в Україні.

## Розташування
Розташований у водно-болотному масиві в заплаві річки Гнізна, між селами Охримівцями та Соборним Тернопільського району Тернопільської області.

## Характеристика
Площа — 44,2 га. Створений відповідно до рішення Тернопільської обласної ради № 1043 від 20 серпня 2010 року. Перебуває у віданні Чернелево-Руської сільської ради Тернопільського району — 14,2 га, Охримівської сільської ради Збаразького району — 30,0 га.